# Hidrocicle
Un hidrocicle és una embarcació aquàtica semblant a una bicicleta. El concepte era conegut a la dècada de 1870 com a velocípede d'aigua i el nom es va utilitzar a finals de la dècada de 1890.
La força de propulsió s'obté del pilot mitjançant un conjunt plat-biela amb pedals, com en una bicicleta, i es transmet a l'aigua o a l'aire mitjançant una hèlix. Els seients poden ser verticals o reclinats, i es poden allotjar diversos genets en tàndem o un al costat de l'altre.
La flotabilitat la proporcionen dos o més pontons o una taula de surf, i alguns tenen hidroplans que poden aixecar els dispositius de flotació fora de l'aigua.
Entre les diferents marques hi ha: Seacycle, Hydrobike, Water Bike, Seahorse (Cross Trek) i itBike. Existeixen kits per convertir temporalment una bicicleta existent en un hidrocicle.

## Galeria d'imatges

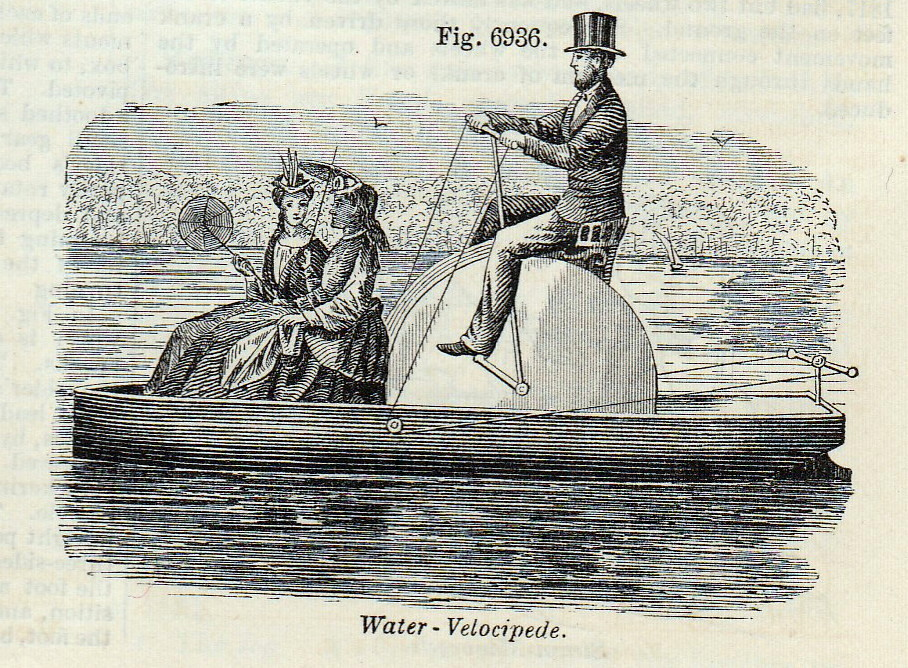
Velocípede d'aigua, c. 1877
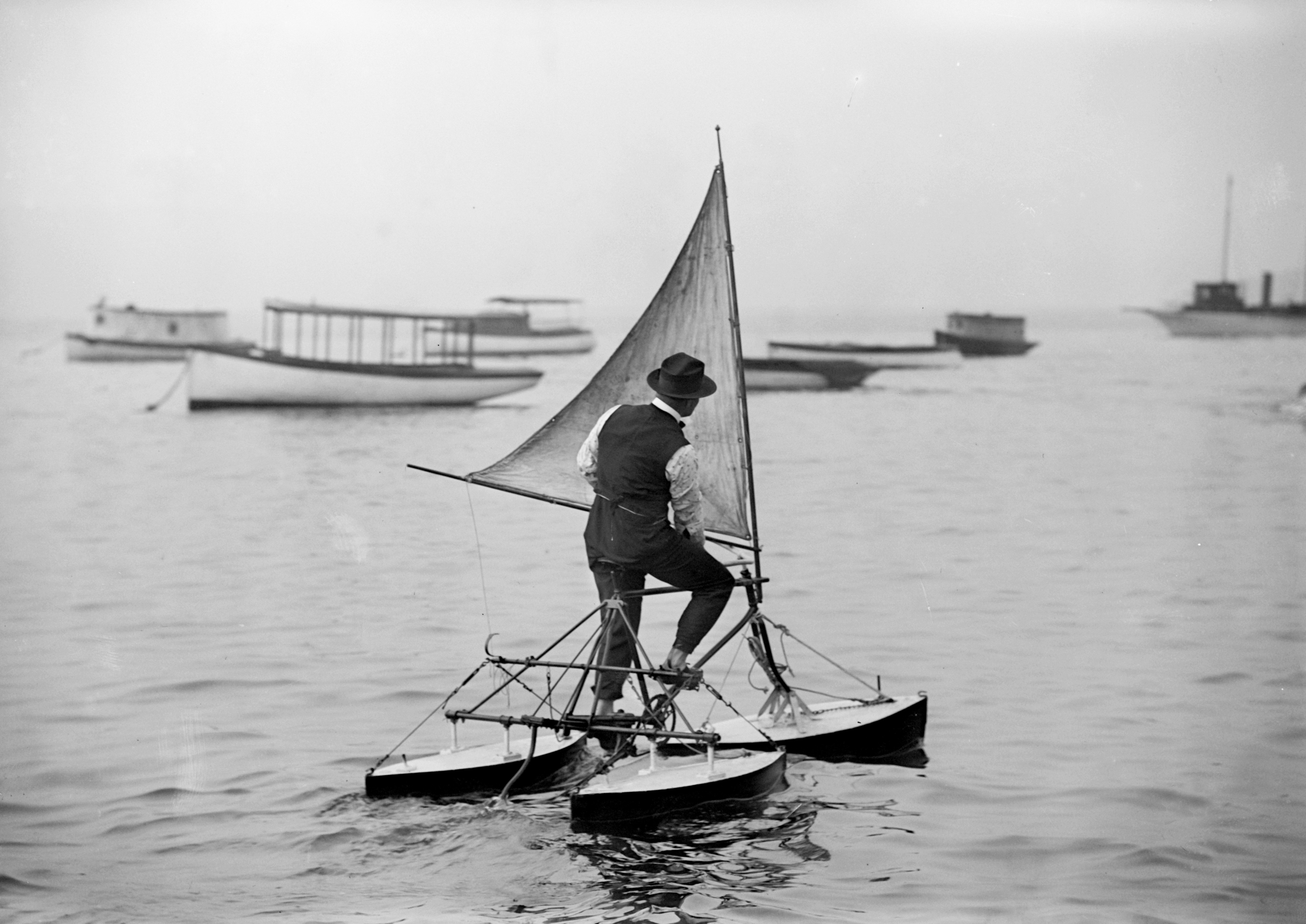
Home operant un tricicle d'aigua, probablement a principis del segle XX
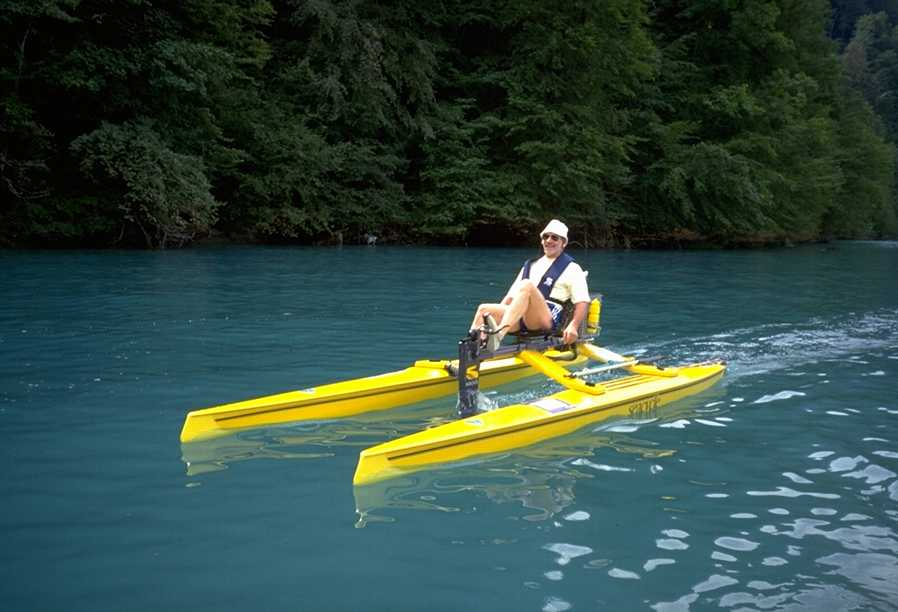
Catamarà de pedals modern amb accionament d'hèlix (Alemanya, 1999).